# سان-بوگیو
سان بوگیو (به ژاپنی: 三奉行 さんぶぎょう)، به سه قاضی اداره رژیم تویوتومی - مائدا گنئی، ماشیتا ناگاموری و ناتسوکا ماساایه اشاره دارد. ای سه نفر در زمان نبرد سکیگاهارا پس از سرنگونی ایشیدا میتسوناری و آسانو ناگاماسا در پایان سیستم گو-بوگیو (هیئت پنج نفره)، به عنوان قاضی باقی ماندند.
سه قاضی شوگون‌سالاری ادو - اصطلاح عمومی برای جیشا-بوگیو (قضات معبد و عبادتگاه)، کانجو-بوگیو قضات حسابداری، و ماچی-بوگیو قضات شهر هستند.
«سانبوگیو» سه مدیر:
جیشا بوگیو «قاضی معبد و زیارتگاه» هستند که معابد و زیارتگاه‌ها و قلمرو معابد و زیارتگاه‌ها را مدیریت می‌کردند.
ماچی بوگیو مسئولیت اداره شهر شامل قانون گذاری، اداره، پلیس و ادارات آتش‌نشانی در شهر ادو را بر عهده داشت.
کانجو بوگیو که مسئول امور مالی ادو شوگونات و مالیات، امور مالی و اداره مناطق تحت کنترل مستقیم شوگون سالاری بودند.

### تنریو، گون دای و دایکان
«سان بوگیو» با هم در شورایی به نام هوجوشو‏ جلسه تشکیل می‌دادند. در این مقام، آنها مسئول اداره تنریو (املاک شوگون)، نظارت بر گوندای، دایکان، کورا-بوگیو و همچنین رسیدگی به پرونده‌های مربوط به سامورایی‌ها بودند. گوندای دامنه‌های توکوگاوا با درآمد بیش از ۱۰۰۰۰ ککو را مدیریت می‌کرد در حالی که دایکان مناطقی با درآمد بین ۵۰۰۰ تا ۱۰۰۰۰ ککو را مدیریت می‌کرد.
شوگون مستقیماً در مناطق مختلف ژاپن زمین‌ها را در اختیار داشت. اینها به نام تنریو (شی‌هایشو) شناخته می‌شدند. از دوره میجی، اصطلاح تنریو، (به معنای واقعی کلمه سرزمین امپراتور) مترادف شده است، زیرا زمین‌های شوگون به امپراتور بازگردانده شد. علاوه بر قلمرویی که ایه‌یاسو قبل از نبرد سکیگاهارا در اختیار داشت، شامل زمین‌هایی بود که در آن نبرد   و همچنین زمین‌هایی که در نتیجه محاصره اوساکا به دست آورد. شهرهای بزرگی مانند ناگاساکی و اوساکا و معدنها، از جمله ولایت سادو استخراج طلا نیز در این دسته قرار می‌گیرند.